# Света Богородица Гликофилуса (Нивици)
„Света Богородица Гликофилуса“ или Елеуса (на гръцки: Βραχογραφία Παναγίας Γλυκοφιλούσας, Βραχογραφία Παναγίας Ελεούσας) е забележителна средновековна скална живописна композиция от XIV век край село Нивици (Псарадес), Егейска Македония, Гърция.

## Местоположение
Стенописът е на скала, на западния бряг на Нивишкия залив на Големото Преспанско езеро, северозападно от Нивици.

## Описание
Иконата е сред останки от малък скит. Тя е добре запазена в ярки цветове и очевидно е била част от стенописната украса на малък храм. Запазен е посветителен надпис, който датира от 1373 година. В него се споменават имената на Михаил, Мануил и Стайко, както и фамилията Драгасис. Тя е вероятно е свързана с двама известни местни владетели от XIV век Йоан и Константин Драгаш.